# DFB-Pokal der Frauen 1988-1989
La DFB-Pokal der Frauen 1988-1989 è stata la 9ª edizione della Coppa di Germania riservata alle squadre di calcio femminile. La finale si è svolta all'Olympiastadion di Berlino ed è stata vinta dal TSV Siegen, per la quarta volta consecutiva, superando le avversarie del FSV Francoforte con il risultato netto di 5-1.

## Primo Turno
Le gare si sono svolte tra il 20 e 21 agosto 1988.
| Squadra 1             | Risultato | Squadra 2              |
| --------------------- | --------- | ---------------------- |
| TSV Ludwigsburg       | 2 - 0     | TeBe Berlino           |
| TuS Binzen            | 0 – 4     | Lorbeer Rothenburgsort |
| FT Geestemünde        | 1 - 4     | TuS Ahrbach            |
| FC Spöck              | 1 - 4     | Bayern Monaco          |
| FSV Francoforte       | 2 - 0     | Saarbrücken            |
| TuS Wörrstadt         | 1 - 3     | TSV Siegen             |
| SSG Bergisch Gladbach | 1 - 0     | Eintracht Wolfsburg    |
| ATSV Stockelsdorf     | 0 - 8     | KBC Duisburg           |

## Quarti di finale
Le gare si sono svolte tra l’1 e il 2 ottobre 1988 mentre il replay il 9 novembre.
| Squadra 1       | Risultato   | Squadra 2              |
| --------------- | ----------- | ---------------------- |
| TuS Ahrbach     | 3 - 0       | Lorbeer Rothenburgsort |
| FSV Francoforte | 3 - 0       | Bayern Monaco          |
| TSV Siegen      | 2 - 0       | TSV Ludwigsburg        |
| KBC Duisburg    | 0 - 0 (dts) | SSG Bergisch Gladbach  |

### Replay
| Squadra 1             | Risultato       | Squadra 2    |
| --------------------- | --------------- | ------------ |
| SSG Bergisch Gladbach | 3 - 3 (6-5 dtr) | KBC Duisburg |

## Semifinali
Le gare si sono svolte tra il 14 e 16 aprile 1989.
| Squadra 1     | Risultato | Squadra 2             |
| ------------- | --------- | --------------------- |
| TSV Siegen    | 4 - 0     | FSV Francoforte       |
| Bayern Monaco | 1 - 0     | SSG Bergisch Gladbach |

## Finale
| Arbitro: | Bodo Kriegelstein (Berlino) |

|                                      |           |                     |
| Neid 10’, 18’ Kern 36’, 44’ Voss 46’ | Marcatori | 52’ (rig.) Unsleber |